# 科内利乌斯·卡斯托里亚迪斯
科内利乌斯·卡斯托里亚迪斯（希臘語：Κορνήλιος Καστοριάδης）希腊裔法国哲学家、社会批评家、经济学家、精神分析师，《社会的想象机构》作者和《社会主义还是野蛮主义》创始人之一。他关于自治和社会制度的著作在学术界具有一定影响力。